# Основа (ткачество)

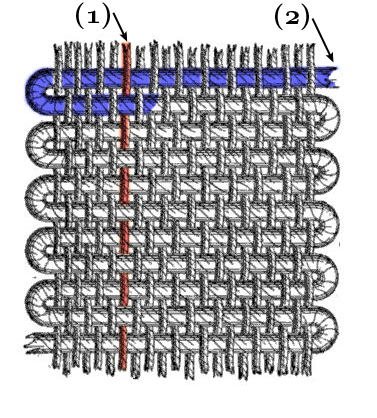
Основа (1) и уток (2)

Осно́ва — продольная (вертикальная) система направления параллельных друг другу нитей в ткани, располагающихся вдоль обеих кромок ткани. Вместе с системой утка́ образует ткацкое переплетение. Осно́вные нити также могут называться долевыми нитями.

## Описание
Основа может подаваться на ткацкий станок двумя способами:
1. С ткацкого навоя. В этом случае обязательно присутствуют приготовительно-ткацкие переходы, такие как: снование (перемотка нитей основы с бобин пряжи на ткацкий навой (если пряжа далее не шлихтуется) или сновальный валик)
2. Шлихтование — пропитка основы шлихтой (специальным раствором для придания нитям прочности и гладкости) с намоткой на выходе на ткацкий навой

В процессе ткачества нити основы подвергаются многократному натяжению, изгибу и трению. Причём сила их натяжения переменна (наибольшая величина её соответствует моменту прибоя уточины, а наименьшая — моменту полного закрытия зева). Поэтому нити основы должны обладать необходимой прочностью, упругостью, эластичностью и стойкостью к истирающим воздействиям. К нитям утка эти требования не обязательны.
В некоторых случаях, главным образом при изготовлении тяжелых технических тканей, а также для подачи ворсовой основы в ткачестве ворсовых тканей (например, велюр, плюш, «шпигель» и тому подобные) используется подача основы на станок со шпулярника, на который непосредственно устанавливаются бобины с пряжей.
Основой также называется одна из систем нитей, которая присутствует при изготовлении поперечно-вязанного трикотажа. Подготовка и внешний вид трикотажной основы во многом аналогичны ткацким основам.
Характеристиками основы являются следующие показатели:
- Ширина
- Количество нитей
- Плотность (количество нитей (концов) на единицу длины, напр 10 нитей/см)
- Линейная плотность
- Химический состав нитей основы
- Цветность (одно- или многоцветная) и пр.

При изготовлении тканей сложной структуры (двух- и более слойных, ворсовых, пестротканых) на ткацкий станок может подаваться не 1, а 2 и более основы. В случае использования двух основ нижняя называется коренной, а верхняя — прижимной.